# Кристина Агилера
Кристина Марија Агилера (енгл. Christina Maria Aguilera; Статен Ајланд, 18. децембар 1980) америчка је поп певачица, текстописац, играчица, глумица и продуцент. Агилера је позната по вокалним могућностима, спотовима и имиџу, али и као борац за женска права, људска права, донатор и хуманиста. Кристина је добитница великог броја награда, укључујући и 5 Греми награда. Музички магазин, Ролинг стоун, ју је уврстио у листу највећих певача свих времена, на којој је најмлађа и једини уметник са мање од 30 година.
Агилера, по броју продатих албума, спада у најуспешније извођаче свих времена.

Такође је и један од музичара са највећим бројем продатих синглова током протекле деценије, на другом месту, одмах иза Мадоне.

## Биографија

### Почеци
Кристина Агилера је рођена 18. децембра 1980. у Њујорку, на Стејтен Ајланду, али је одрасла углавном у Питсбургу, у Пенсливанији. Још одмалена, показивала је дар за певање и врло брзо привукла пажњу медија. Године 1993. је имала први значајнији наступ на телевизији, и то у емисији Нови клуб Микија Мауса, на Дизни каналу. У овој емисији су, између осталих, учествовали и Бритни Спирс и Џастин Тимберлејк. Године 1998. је отпевала песму за музику за Дизнијев филм Мулан. Ова песма је била номинована за Златни глобус за најбољу оригиналну музичку нумеру за филм, 1998. године.

### Christina Aguilera (1999—2000)
Први албум, под именом „Кристина Агилера“, издала је 1999. године. Само у САД, овај албум је продат у преко осам милиона примерака. Са албума су се издвојили велики хитови као што су Genie In A Bottle, What A Girl Wants, Come On Over Baby(All I Want Is You) који су доспели до првог места америчке топ-листе и I Turn To You који је доспео до трећег места. Године 2000. је добила Греми награду за најбољег новог уметника. Исте године издаје свој први албум на шпанском Mi Reflejo који је био номинован за најбољи латино-амерички албум на Гремијима.

### 2001.
Током 2001. је сарађивала са Рикијем Мартином у песми Nobody Wants To Be Lonely, и са Пинк, Мајом и Лил Ким у једном од највећих хитова те године песми Lady Marmelade, која је урађена за филм Мулен руж. То је четврта Кристинина песма која је доспела на прво место топ-листе у Америци. За ову песму је добила свој други Греми, у категорији „Најбоље поп вокално извођење дуета или групе“. Исте године издала је албум Just Be Free који је био скупина демо песама снимљених пре него што се прославила.

### 
Године 2002. издала је четврти албум, Stripped. Непосредно пошто је албум изашао, Агилера се сликала за часописе Максим, Ролинг Стоун и Космо Герл, након чега је већи део јавности посветио више пажње њеном изгледу, него њеним вокалним квалитетима. Са албума су се издвојиле песме као што су Dirrty (спот за ову песму је био забрањен у неким земљама), Fighter, Can't Hold Us Down са Lil' Kim, The Voice Within али највећи хит са албума је била песма Beautiful чији спот је изазвао скандал због љубавне сцене два мушкарца. Песма говори о томе како треба прихватити себе такав какав си, због чега је, између осталог, постала геј химна. Песма је Кристини освојила трећи Греми за „Најбоље женско Поп вокално извођење“.

### 2003.
Године 2003. је отворила MTV Video Music Awards са Мадоном, Бритни Спирс и Миси Елиот. Наступ је изазвао скандал због шокантног пољупца Мадоне са Бритни и Кристином. Кристинин пољубац са Мадоном није изазвао толику пажњу као онај између Мадоне и Бритни, због чега је Кристина била незадовољна. Средином 2004. Кристина се повукла из јавности, а у жижу јавности се вратила 19. новембра 2005. када се удала за Џордана Братмана.

### 
После четири године Кристина је снимила пети албум Back To Basics који је инспирисан џезом, блузом и соулом двадесетих, тридесетих и четрдесетих година 20. века. Кристина је хтела да сними овакав албум, јер како каже, кад је била мала, њени идоли су управо певали те врсте музике, и хтела је да приближи тај звук млађим генерацијама. Први сингл је песма Ain't No Other Man која је посвећена њеном мужу. Албум у Америци је изашао 15. августа, и иако није надмашио продају претходног албума Striped, ипак је био изузетно успешан, а турнеја Back to basics била је веома успешна. Само у Северној Америци зарадила је више од 34 милиона америчких долара. На турнеји су је пратиле Nizlopi, Pussycat dolls и Danity Kane. Турнеја се сматра њеном најбољом и најекстравагантнијом до сад.
Поводом десетогодишњице на музичкој сцени, 11. новембра 2008. Агилерина издавачка кућа објавила је компилацију хитова Keeps Gettin' Better: A Decade of Hits. Једини сингл била је нумера Keeps gettin' better која је на Америчкој топ-листи дебитовала на 7. месту.
Агилерин шести студијски албум, Bionic, инспирисан модерним звуком, издат је 8. јуна 2010. Раскошној гозби (18 нумера на регуларном издању, а 23 на делукс верзији албума, као и још једна, бонус, песма при куповини дигиталне копије албума) допринели су Tricky Stewart, Ladytron, SiA, Santigold, Cathy Dennis, Linda Perry, M.I.A.... Агилера је описала албум као јединствену мешавину музичких стилова и жанрова. Америчку топ-листу је отворио на трећем месту, а у Европи и Великој Британији је дебитовао на првом. Промоцију албума је пратила негативна кампања популарног блогера, Переза Хилтона. Албум је добио мешовите оцене од критике и, уопште, донео је много поређења са актуелном дивом, Леди Гагом.
Not myself tonight је први сингл са албума. Генерално је постигао осредњи комерцијални успех на светским топ-листама, док је на Билбордовој  топ-листи достигао број један. Критика је, генерално, позитивно оценила песму, са посебним акцентом на Агилерин вокал, који је и њено највеће обележје. Неки критичари су писали и да је Not myself tonight Агилерина најбоља брза песма, после планетарног хита Dirrty. Песму је пратио спот са S&M темом, у ком је Агилера желела да ода омаж Мадониним спотовима Express Yourself (1989) и Human Nature (1995). Критика је похвалила естетику у споту, али га је назвала неоригиналним.
Дирљива балада You lost me је други сингл са албума. Критика је врло позитивно оценила песму, посебно искрене емоције и вокал, истакавши да су баладе оно што Агилера ради најбоље. Једина замерка се односила на динамику песме, које је, по критици иста као и у Агилериним ранијим баладама. Ипак, оригинална верзија песме није остварила значајнији успех на топ-листама, за разлику од званичног, клупског, ремикса песме, који је достигао прво место на Билбордовој  топ-листи.
Bionic, праћен оскудном промоцијом, у поређењу са Леди Гагом, и негативном медијском кампањом, продат је у далеко мање примерака у односу на Агилерине претходне албуме, но ипак је један од 76 најпродаванијих албума у Америци у 2010. години.
Дана 24. новембра у америчке биоскопе стигао је мјузикл Burlesque у коме главне улоге тумаче Кристина Агилера и Шер. Бурлеска представља Агилерин деби на великом платну. У овом остварењу Кристина тумачи Ели, девојку из малог града, са моћним гласом, која решава да преокрене живот. Упушта се у неизвесност, како би испунила своје снове и одлази у Лос Анђелес. Након успеха и падова у Бурлеска Салону, величанственом позоришту пуном бола, које је дом за инспиративну музику, Тес, власница салона (коју тумачи Шер) даје Ели посао конобарице. Екстравагантни костими и смеле кореографије очарале су Ели, која је себи обећала да ће, макар на један дан, наступати у Бурлески.
Убрзо, Ели склапа пријатељство са играчицом са којом наступа, проналази непријатеља и заљубљује се у Џека, бармена и музичара. Уз помоћ управника позоришта и хостесе, транссексуалца, Ели успева да раскрчи себи пут од бара до позорнице.
Њен спектакуларан глас успева да обнови Бурлеска Салон и враћа му некадашњу славу, све док се не појави харизматични предузетник са примамљивом понудом. Поред две музичке диве, у филму играју и Кристин Бел, Стенли Тучи, Ерик Дејн и други. Премијера Бурлеске у нашим биоскопима заказана је за 3. фебруар 2011.
Премијеру филма прати и албум Burlesque soundtrack који се састоји од 10 песама, 8 у извођењу Кристине и две у интерпретацији Шер. Први сингл је Express у извођењу Агилере, а други, моћна балада You haven't seen the last of me у извођењу Шер. Оба сингла су наишла на позитивне оцене од стране критике.

## Дискографија

### Студијски албуми
- Christina Aguilera (1999)
- Mi Reflejo (2000)
- My Kind of Christmas (2000)
- Stripped (2002)
- Back to Basics (2006)
- Bionic (2010)
- Lotus (2012)
- Liberation (2018)
- Aguilera (2022)

### Синглови
На енглеском језику:
- 1998:
- 1999:
- 1999:
- 2000:
- 2000:

- 1999: -{The Christmas Song (Chestnut

Roasting on an Open Fire)}-
- 2002:
- 2002:
- 2003:
- 2003:
- 2003:
- 2004:

- 2006:
- 2006:
- 2007:
- 2007:
- 2007:

- 2008:

- 2010:
- 2010:
- 2010:
- 2010:

- 2010:
- 2010:

- 2012:
- 2012:

#### На шпанском језику:
- 2000:
- 2000:
- 2001:

### Разно

#### Сарадња са другим уметницима
- 2001: , са Рики Мартином
- 2001: , уметници против сиде
- 2001: , са Лил Ким, Мајом и Пинк
- 2004: , са Миси Елиот
- 2004: , sa Nelly-em
- 2005: , са Херби Хенкоком
- 2005: , sa Andrea Bocelli-em
- 2006:  са Дидијем
- 2010: , sa T.I.-em
- 2011: , sa Maroon 5-em
- 2013: , sa Pitbull-om
- 2013: , sa Alejandro Fernandez-om
- 2013: , sa A Great Big World-om
- 2014: , sa Lady Gaga-om

#### Музика за филмове
- 1998: , за филм Мулан
- 2001: , за филм Мулан Руж
- 2004: , za film Shark Tale
- 2013: , za film The Hunger Games:Catching Fire

#### Спотови
| Спот                                  | Година | Режисер                             |
| ------------------------------------- | ------ | ----------------------------------- |
| Reflection                            | 1998   | —                                   |
| Genie In A Bottle                     | 1999   | Дајан Мартел                        |
| What A Girl Wants                     | 1999   | Дајан Мартел                        |
| I Turn To You                         | 2000   | Руперт Алмонт                       |
| Come On Over Baby (All I Want Is You) | 2000   | Пол Хунтер                          |
| Pero Me Acuerdo De Tí                 | 2000   | Кевин Г. Бреј                       |
| Nobody Wants To Be Lonely             | 2001   | Вејн Ишам                           |
| Lady Marmalade                        | 2001   | Пол Хунтер                          |
| Dirrty                                | 2002   | Давид ЛаЧапел                       |
| Beautiful                             | 2002   | Џонас Акерлунд                      |
| Fighter                               | 2003   | Флориа Сигисмонди                   |
| Can't Hold Us Down                    | 2003   | Давид ЛаЧапел                       |
| The Voice Within                      | 2003   | Давид ЛаЧапел                       |
| Tilt Ya Head Back                     | 2004   | Little X                            |
| Ain't No Other Man                    | 2006   | Брајан Бербер                       |
| Hurt                                  | 2006   | Флориа Сигисмонди, Кристина Агилера |
| Tell Me                               | 2006   | Ерик Вајт                           |
| Candyman                              | 2007   | Метју Ролстон, Кристина Агилера     |
| Save Me From Myself                   | 2008   | Пол Корвер                          |
| Keeps Gettin' Better                  | 2008   | Питер Берг                          |
| Not Myself Tonight                    | 2010   | Хјуп Вилијамс                       |
| You Lost Me                           | 2010   | Антони Мандлер                      |
| Something's Got a Hold On Me          | 2010   | —                                   |
| Moves Like Jagger                     | 2011   | Џонас Акерлунд                      |
| Your Body                             | 2012   | Мелина Матсоукас                    |
| Feel This Moment                      | 2013   | David Rousseau                      |
| Hoy Tengo Ganas De Ti                 | 2013   | Симон Бренд                         |
| Say Something                         | 2013   | Кристофер Симс                      |
| Accelerate                            | 2018   | Зои Гросман                         |
| Fall in Line                          | 2018   | Лук Гилфорд                         |
| Fall on Me                            | 2020   | SE OH                               |
| Loyal Brave True                      | 2020   |                                     |
| Reflection                            | 2020   | —                                   |
| Pa' Mis Muchachas                     | 2021   | Alexandre Moors                     |
| Somos Nada                            | 2021   | Alexandre Moors                     |
| Santo                                 | 2022   | Нуно Гомес                          |
| La Reina                              | 2022   | Нуно Гомес                          |
| Suéltame                              | 2022   | Ана Лили Амирпур                    |
| Si No Me Extrañas                     | 2022   |                                     |
| Beautiful (2022 version)              | 2002   |                                     |

### Тв верзије
| Верзија                           | Година | Режисер |
| --------------------------------- | ------ | ------- |
| Reflection/Loyal Brave True       | 2020   |         |
| The Voice Within                  | 2020   | Том Кер |
| Beautiful/ Reflection/ Lift Me Up | 2020   | Том Кер |
| I Will Remember You               | 2020   |         |